# B-pop
B-pop (abreviação do inglês Brazilian pop) ou música pop brasileira é um gênero musical originado no Brasil, cantado em português e algumas vezes inglês, diversos artistas brasileiros independentes deram origem a um novo movimento chamado B-pop. A nomenclatura B-pop surgiu pela primeira vez na imprensa brasileira para se referir a grupos como o Champs, EVE e  Paradyso, grupos de B-pop da produtora K.O. Entertainment que se inspiraram no K-pop (música pop coreana).
No entanto a existência de um Pop brasileiro precede a existência de grupos inspirados no K-pop, já tendo existido no país artistas e grupos que definiam o gênero de suas músicas como pop (neste caso inspirado mais no Pop norte-americano). Este Pop brasileiro mencionado acima, com influência de ritmos estrangeiros, não deve ser confundido com a MPB, que surgiu a partir da fusão da bossa nova com ritmos regionais e folclóricos brasileiros.

## História

### Século XX
Com surgimento da disco music nos anos 70, cantores como Lady Zu, As Frenéticas, Ronaldo Resedá atribuíram esse som internacional no país do Samba, MPB e Brega com grande sucesso, com a parceria de Rita Lee com Roberto de Carvalho no final da década a artista adquiriu um som mais pop além do Rock, lançando vários álbuns pop music até a década seguinte de milhões de vendas da artista. 
Nos anos 80 o produtor musical Lincoln Olivetti introduziu mais base pop nos arranjos da música BR, artistas ligados a MPB trabalharam com o produtor com intuito de inovar seu trabalho mas a crítica musical especializada acusou Lincoln e Robson de "pasteurizar" e estilizar a música popular brasileira, dando às canções um padrão artístico "americanizado", com uso constante de instrumentos eletrônicos, como o Sintetizador. Outros cantores como Guilherme Arantes, Marina Lima e Lulu Santos foram destaques no gênero nas suas carreiras, a exemplo da banda de rock RPM onde tinham elementos de Synthpop no seu trabalho, nesta década foram produzidos primeiras Boybands exemplo de Dominó e Polegar, grupos infantis foram produzidos também onde tinham abordagem pop no estilo como Trem da Alegria e Xuxa.
Nos anos 90 estilos como Sertanejo e Axé music dominaram os charts mas o destaque é a cantora carioca Fernanda Abreu com o álbum SLA Radical Dance Disco Club, que trazia um som dançante inédito no Brasil, a música Dance Pop, contendo samplers de diversos artistas em suas faixas.

### Século XXI
Na Década de 2000, o pop se fortaleceu se destacando no mainstream artistas como, Kelly Key, Latino, Wanessa Camargo e grupos como o SNZ,  KLB, Rouge e a dupla Sandy & Junior em levantamento feito pela Crowley Broadcast Analysis, ficou na 13ª colocação na lista dos artistas mais executados nas rádios brasileiras entre os anos de 2000 e 2014. O AllMusic os chamou de "um fenômeno multimídia" no auge de seu sucesso, enquanto a revista Época comparou a comoção que a dupla causava à Beatlemania. Com mais de 300 produtos licenciados, a marca dos irmãos chegou a movimentar R$300 milhões. Alguns artistas mais recentes como Luísa Sonza, Jão, Vitor Kley, Marina Sena são representantes do Pop.'. 